# 光合自營
光合自營（英語：photoautotrophy）的定義為利用葉綠素或菌綠素中的酵素並以光線為能量提供源，用硫或氧作為氧化劑，將光線轉變為化學能儲存於新產生分子中的一種行為，擁有該行為的生物主要分佈於植物界、原核生物界、原生生物界，此行為不同於綠非硫菌的“光合異營”。